# Bundeswahlkreis Macquarie
Koordinaten: 33° 29′ S, 150° 39′ O

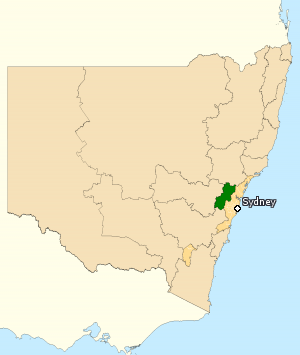
Lage des Wahlkreises in New South Wales.

Der Bundeswahlkreis Macquarie ist ein Wahlkreis (englisch electoral division) für die Wahl eines Abgeordneten des australischen Repräsentantenhauses. Er liegt im Bundesstaat New South Wales und wurde bereits 1901 gegründet. Er zählt somit zu den ersten 75 Wahlkreisen von Australien. Benannt wurde er nach Lachlan Macquarie, einem Gouverneur von New South Wales. 
Der Wahlkreis umfasst heute den westlichen Rand von Sydney, Teile der Blue Mountains sowie das Gebiet um Hawkesbury City. Seit 2016 ist Susan Templeman (* 1963) von der Australian Labor Party die amtierende Abgeordnete des Wahlkreises.

## Bisherige Abgeordnete
| Name             | Partei                         | Amtszeiten |
| ---------------- | ------------------------------ | ---------- |
| Sydney Smith     | Free Trade Party               | 1901–1906  |
| Ernest Carr      | Australian Labor Party         | 1906–1916  |
| Ernest Carr      | Nationalist Party of Australia | 1916–1917  |
| Samuel Nicholls  | Australian Labor Party         | 1917–1922  |
| Arthur Manning   | Nationalist Party of Australia | 1922–1928  |
| Ben Chifley      | Australian Labor Party         | 1928–1931  |
| John Lawson      | United Australia Party         | 1931–1940  |
| Ben Chifley      | Australian Labor Party         | 1940–1951  |
| Anthony Luchetti | Australian Labor Party         | 1951–1975  |
| Reg Gillard      | Liberal Party of Australia     | 1975–1980  |
| Ross Free        | Australian Labor Party         | 1980–1984  |
| Alasdair Webster | Liberal Party of Australia     | 1984–1993  |
| Maggie Deahm     | Australian Labor Party         | 1993–1996  |
| Kerry Bartlett   | Liberal Party of Australia     | 1996–2007  |
| Bob Debus        | Australian Labor Party         | 2007–2010  |
| Louise Markus    | Liberal Party of Australia     | 2010–2016  |
| Susan Templeman  | Australian Labor Party         | 2016–      |